# James Spader

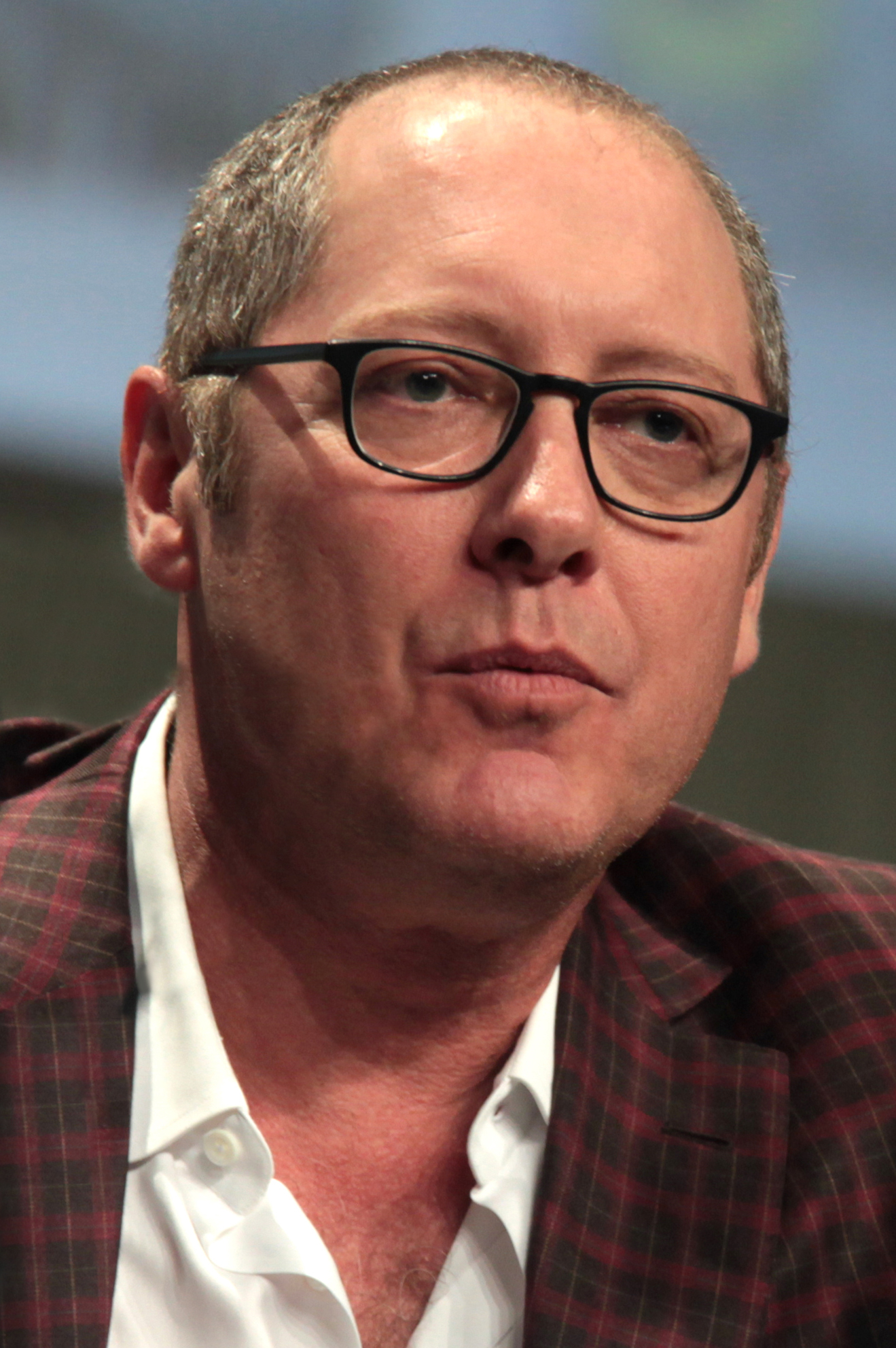
James Spader (2014)

James Todd Spader (* 7. Februar 1960 in Boston, Massachusetts) ist ein US-amerikanischer Schauspieler aus der Brat-Pack-Szene, der vor allem durch Rollen in Filmen wie Pretty in Pink und Stargate sowie den Serien Practice – Die Anwälte, Boston Legal und The Blacklist bekannt wurde. Seinen Durchbruch als Charakterdarsteller hatte er 1989 mit Sex, Lügen und Video von Steven Soderbergh.

## Leben und Werk

### Kindheit und Jugend
Spader wurde 1960 in Boston als Sohn des Lehrerehepaars Jean und Todd Spader geboren. Er besuchte zunächst die Pike School, an der seine Mutter als Kunstlehrerin arbeitete, sowie ein Jahr die Brooks School in North Andover, an der sein Vater unterrichtete. Später wechselte Spader an die  Phillips Academy Andover, die er in der elften Klasse verließ, um an der Michael Chekhov School in New York City Schauspiel zu studieren. Bevor er seinen Lebensunterhalt vollständig mit der Schauspielerei verdienen konnte, arbeitete er in verschiedenen Berufen, zum Beispiel als Yoga-Lehrer, Kellner, Lkw-Fahrer, Stalljunge und Eisenbahnwagenbelader.

### Karriere
Seine erste größere Filmrolle hatte er 1981 als Jimmy Spader – an der Seite von Brooke Shields im Drama Endlose Liebe. Die erste Hauptrolle folgte vier Jahre später in Tuff Turf – Zoff in LA an der Seite seines guten Freundes Robert Downey Jr. Den Durchbruch als Schauspieler hatte Spader aber erst 1986 als Steff in Pretty in Pink. 1987 drehte er zusammen mit Andrew McCarthy, einem weiteren Freund, den Film Mannequin sowie die Filmadaption des Bestsellers Unter Null, in der er den Drogendealer Rip spielte. Es folgten Nebenrollen in Filmen wie Baby Boom – Eine schöne Bescherung oder Wall Street, bevor er mit der Hauptrolle in Sex, Lügen und Video auch seinen Durchbruch bei den Kritikern feiern konnte. Für seine Darstellung des Voyeurs Graham wurde er bei den Internationalen Filmfestspielen von Cannes als bester Schauspieler ausgezeichnet. Spaders Rollen in den frühen 1990er Jahren umfassten einen wohlhabenden jungen Witwer an der Seite von Susan Sarandon in Frühstück bei ihr, John Cusacks besten Freund in Der Preis der Macht sowie einen pokerspielenden Anhalter in der Verfilmung des Romans Die Musik des Zufalls.
1994 spielte er als Ägyptologe Daniel Jackson im Science-Fiction-Film Stargate eine seiner bekanntesten Rollen. Außerdem verkörperte er zwei Jahre später im kontrovers diskutierten kanadischen Crash einen Autounfall-Fetischisten sowie im Kinokrimi 2 Tage in L. A. einen Killer. 1997 wirkte er außerdem als Gaststar in einer Folge der Sitcom Seinfeld mit. 2000 spielte er an der Seite von Keanu Reeves in The Watcher einen drogenabhängigen Polizisten. Ein Jahr später stand er an der Seite von Maggie Gyllenhaal als ihr sadomasochistischer Chef in der von den Kritikern positiv aufgenommenen Produktion Secretary vor der Kamera.
2003 stieg Spader als Alan Shore in die achte Staffel der erfolgreichen US-amerikanischen Anwaltsserie Practice – Die Anwälte ein. Nach Ende der Serie übernahm Spader auch im Spin-off Boston Legal die gleichnamige Hauptrolle, für die er mit drei Emmys als bester Hauptdarsteller in einer Dramaserie ausgezeichnet wurde. Damit ist Spader einer der wenigen Schauspieler, die mehrere Emmy-Awards für die Darstellung einer Figur in zwei verschiedenen Serien gewinnen konnten, zu denen auch sein Co-Darsteller aus The Practice und Boston Legal, William Shatner, gehört. Für Boston Legal wurde Spader außerdem 2006 mit einem Satellite Award als „Bester Schauspieler in einer Serie, Komödie oder einem Musical“ ausgezeichnet.

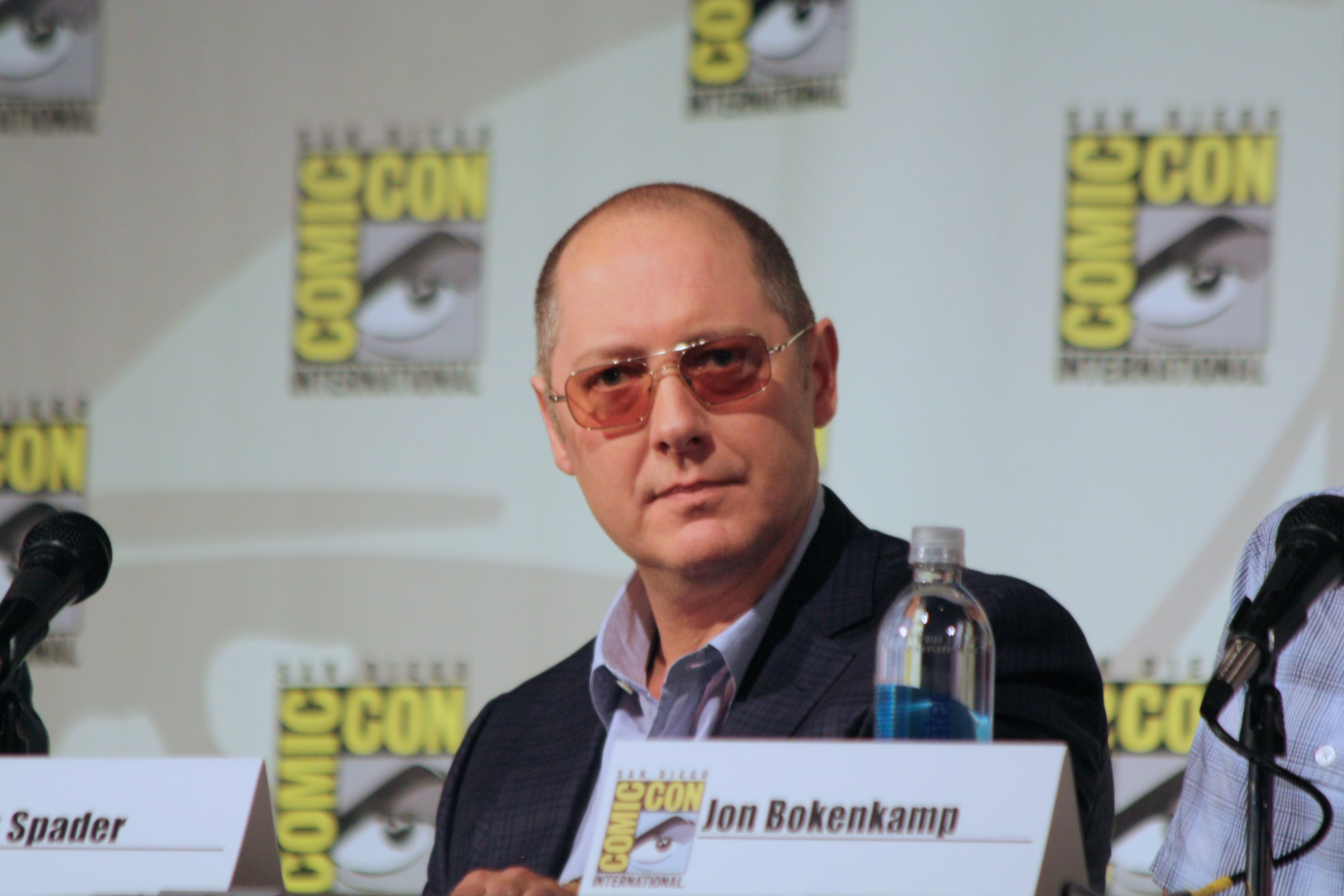
Spader bei der Vorstellung der Serie The Blacklist (2013)

Im Oktober 2006 wirkte er als Sprecher der Dokumentation China Revealed mit, die zugleich die erste Folge der Serie Discovery Atlas des Discovery Channels darstellt. Außerdem diente er als Voice-over in verschiedenen Werbespots der Automarke Acura. Von Dezember 2009 bis Juni 2010 stand er außerdem als Jack Lawson in David Mamets Broadwaystück Race auf der Bühne. An der Produktion im Ethel Barrymore Theatre wirkten neben Spader auch Richard Thomas, David Alan Grier und Kerry Washington mit. 2009 hatte er einen Auftritt im US-amerikanischen Familienfilm Das Geheimnis des Regenbogensteins. Von September 2013 bis Juli 2023 war er in der NBC-Dramaserie The Blacklist als Raymond „Red“ Reddington, einem der meistgesuchten Schwerverbrecher der Welt zu sehen.
James Spaders deutsche Synchronstimme ist in der Regel Benjamin Völz. In der deutschen Synchronfassung von The Practice wird er allerdings von Nicolas Böll und im Film Lincoln von Olaf Reichmann gesprochen.

### Privatleben
Spader war von 1987 bis 2004 mit Victoria Kheel verheiratet, die er in den 1980er Jahren als Helfer in einem New Yorker Yoga-Studio kennenlernte. Mit ihr hat er zwei Söhne. Aktuell lebt er mit seiner Schauspielkollegin Leslie Stefanson zusammen, mit der er seit August 2008 ein Kind hat.
Da Spaders Sehvermögen schlecht ist und er keine Kontaktlinsen tragen kann, fällt es ihm nach eigenen Aussagen schwer, bei Rollen, in denen er seine Brille nicht tragen kann, während des Drehens die Gesichter der anderen Schauspieler zu erkennen.

## Filmografie
| - 1978: Team-Mates - 1981: Endlose Liebe (Endless Love) - 1983: Cocain (Cocaine: One Man’s Seduction, Fernsehfilm) - 1983: Diner (Kurzfilm) - 1983: Ein Killer in der Familie (A Killer in the Family, Fernsehfilm) - 1983: The Family Tree (Fernsehserie) - 1984: Family Secrets (Fernsehfilm) - 1985: Love-Fighters (Tuff Turf) - 1985: Die Kids von Orlando (The New Kids) - 1985: Starcross (Starcrossed, Fernsehfilm) - 1986: Pretty in Pink - 1987: Mannequin - 1987: Baby Boom – Eine schöne Bescherung (Baby Boom) - 1987: Unter Null (Less Than Zero) - 1987: Wall Street - 1988: Greasy Lake - 1988: The Ripper (Jack’s Back) - 1989: Sex, Lügen und Video (Sex, Lies, and Videotape) - 1989: Er? Will! Sie Nicht? (The Rachel Papers) - 1990: Todfreunde – Bad Influence (Bad Influence) - 1990: Frühstück bei ihr (White Palace) - 1991: Der Preis der Macht (True Colors) - 1992: Storyville - 1992: Bob Roberts - 1993: Musik des Zufalls (The Music of Chance) - 1994: Nightmare Lover (Dream Lover) - 1994: Wolf – Das Tier im Manne (Wolf) | - 1994: Frasier (Fernsehserie, Folge 2x01 Der letzte Tango in Seattle) - 1994: Stargate - 1996: Crash - 1996: 2 Tage in L. A. (2 Days in the Valley) - 1996: Keys to Tulsa - 1997: Gestrandet – Der Liebe ausgeliefert (Driftwood) - 1997: Sterben und erben (Critical Care) - 1997: Seinfeld (Fernsehserie, Folge 9x09 Die Entschuldigung) - 1998: Curtain Call - 2000: Supernova - 2000: The Watcher - 2000: Slow Burn - 2001: Speaking of Sex - 2002: The Stick Up – Doppeltes Spiel (The Stickup) - 2002: Secretary - 2003: The Pentagon Papers (Fernsehfilm) - 2003: I Witness - 2003: Alien Jäger – Mysterium in der Antarktis (Alien Hunter) - 2003–2004: Practice – Die Anwälte (The Practice, Fernsehserie, 22 Folgen) - 2004: Shadow of Fear - 2004–2008: Boston Legal (Fernsehserie, 101 Folgen) - 2009: Das Geheimnis des Regenbogensteins (Shorts) - 2011–2012: Das Büro (The Office, Fernsehserie) - 2012: Lincoln - 2013–2023: The Blacklist (Fernsehserie, 217 Folgen) - 2014: The Homesman - 2015: Avengers: Age of Ultron |

## Auszeichnungen
Internationale Filmfestspiele von Cannes
- 1989: Bester Schauspieler für Sex, Lügen und Video

Independent Spirit Awards
- 1990: Nominierung als bester Hauptdarsteller für Sex, Lügen und Video

Saturn Award
- 1990: Nominierung als bester Hauptdarsteller für The Ripper
- 1995: Nominierung als bester Nebendarsteller für Wolf – Das Tier im Manne

Chlotrudis Awards
- 2003: Nominierung als bester Hauptdarsteller für Secretary

Emmy Awards
- 2004: Bester Hauptdarsteller in einer Dramaserie für Practice – Die Anwälte
- 2005: Bester Hauptdarsteller in einer Dramaserie für Boston Legal
- 2007: Bester Hauptdarsteller in einer Dramaserie für Boston Legal
- 2008: Nominierung als bester Hauptdarsteller in einer Dramaserie für Boston Legal

Golden Satellite Awards
- 2005: Nominierung als Bester Serien-, Dramaschauspieler für Boston Legal

Golden Globes
- 2005: Nominierung in der Kategorie Bester Serien-Hauptdarsteller – Drama für Boston Legal
- 2014: Nominierung in der Kategorie Bester Serien-Hauptdarsteller – Drama für The Blacklist
- 2015: Nominierung in der Kategorie Bester Serien-Hauptdarsteller – Drama für The Blacklist

People’s Choice Award
- 2005: Beliebtester männlicher Fernsehschauspieler

Satellite Awards
- 2005: Nominierung als Bester Seriendarsteller Komödie/Musical für Boston Legal
- 2006: Bester Seriendarsteller Komödie/Musical für Boston Legal

Screen Actors Guild Awards
- 2006: Nominierung als bester Hauptdarsteller in einer Comedyserie für Boston Legal
- 2006: Nominierung als bestes Schauspielensemble – Komödie für Boston Legal (zusammen mit René Auberjonois, Ryan Michelle Bathe, Candice Bergen, Julie Bowen, Justin Mentell, Rhona Mitra, Monica Potter, William Shatner und Mark Valley)
- 2007: Nominierung als bester Hauptdarsteller in einer Dramaserie für Boston Legal
- 2007: Nominierung als bestes Schauspielensemble – Drama für Boston Legal (zusammen mit René Auberjonois, Candice Bergen, Craig Bierko, Julie Bowen, William Shatner und Mark Valley)
- 2008: Nominierung als bester Hauptdarsteller in einer Dramaserie für Boston Legal
- 2008: Nominierung als bestes Schauspielensemble – Drama für Boston Legal (zusammen mit René Auberjonois, Candice Bergen, Julie Bowen, Saffron Burrows, Christian Clemenson, Taraji P. Henson, John Larroquette, William Shatner, Tara Summers, Mark Valley, Gary Anthony Williams und Constance Zimmer)
- 2009: Nominierung als bester Hauptdarsteller in einer Dramaserie für Boston Legal
- 2008: Nominierung als bestes Schauspielensemble – Drama für Boston Legal (zusammen mit Candice Bergen, Saffron Burrows, Christian Clemenson, Taraji P. Henson, John Larroquette, William Shatner, Tara Summers und Gary Anthony Williams)